# Rob McClanahan
Robert Bruce (Rob) McClanahan (Saint Paul (Minnesota), 9 januari 1958) is een Amerikaans ijshockeyer. 
Tijdens de Olympische Winterspelen 1980 in eigen land won McClanahan samen met zijn ploeggenoten de gouden medaille. 
In 1980 tekende McClanahan voor de NHL-club Buffalo Sabres.